# Vitesse in het seizoen 1892/93
Vitesse werd op 14 mei 1892 opgericht als cricketclub en op 10 september 1892 besloot het bestuur om naast cricket ook voetbal te gaan spelen. In het eerste seizoen van zijn bestaan, het seizoen 1892/1893, speelde het voetbalteam alleen oefenwedstrijden.

## Spelers
De volgende spelers hebben minimaal één (oefen)wedstrijd gespeeld in het seizoen 1892/'93:
| - Beijer - Dick Couvée - Frits Couvée - Bernard Dezentjé - Edmond Dezentjé | - Eli Dezentjé - Fons Donkers - David Elias - Chris Engelberts - Lodewijk de Geer | - Kees Hagedoorn - Willem Hesselink - Dé Jonker - Willem Kien - Siegfried Leopold | - Roozeboom - Rudolf van Rossum |

## Oefenwedstrijden
Bron: Vitesse Statistieken
| Legenda    |
| ---------- |
| Winst      |
| Gelijkspel |
| Verlies    |

| Datum            | Thuis      | Uitslag   | Uit                | Doelpuntenmakers Vitesse | Bijzonderheden                                                               |
| ---------------- | ---------- | --------- | ------------------ | ------------------------ | ---------------------------------------------------------------------------- |
| ? ? 1892         | Vitesse    | 0–2       | NFC                | (–)                      | Waarschijnlijk gespeeld op de weide voor Bronbeek aan de Velperweg in Arnhem |
| 18 december 1892 | NFC        | 4–0 (1–0) | Vitesse            | (–)                      | Met eigen doelpunt van Vitesse                                               |
| 5 maart 1893     | Quick 1888 | 4–1 (0–1) | Vitesse            | El. Dezentjé (0–1)       |                                                                              |
| 26 maart 1893    | Vitesse    | 0–1 (0–0) | Quick 1888         | (–)                      |                                                                              |
| 9 april 1893     | Vitesse    | 1–1 (1–0) | Robur et Velocitas | ? (1–0)                  |                                                                              |